# Schleiereule (Pilz)
Die Schleiereule oder der Blaugestiefelte Schleimkopf (Phlegmacium praestans, Syn.: Cortinarius praestans) ist eine große Pilzart aus der Familie der Schleierlingsverwandten (Cortinariaceae).

## Merkmale
Der Hut ist rotbraun und in jungem Zustand von einer weißlich-violetten Hülle bedeckt. Er wird 10 bis 20 Zentimeter groß. Der Hutrand wird bald runzelig und gerippt. Die Lamellen sind jung weißlich und werden dann hellbräunlich; im Vergleich zum dicken Hutfleisch sind sie schmal, stehen aber dicht. Die Lamellen sind auf der Unterseite gekerbt. Der Stiel ist fest, hell und wird bis 25 Zentimeter lang. Die Stielbasis ist knollig. Das Fleisch ist bei jungen Exemplaren violettlich, später weißlich und hat keinen besonderen Geruch, es ist zart und fest. Das Sporenpulver ist rostbraun.

## Ökologie
Der Blaugestiefelte Schleimkopf ist ein Mykorrhizapilz, der besonders mit Rotbuche, daneben auch mit Eichen, Haselnuss, seltener mit Nadelbäumen vergesellschaftet ist. Die wärmeliebende Schleiereule kommt in naturnahen, krautreichen Nadel- und Laubwäldern mit kalkhaltigem Boden vor. In Mitteleuropa erscheinen die Fruchtkörper im Sommer und Herbst.

## Verbreitung
Die Schleiereule kommt in Europa und Asien vor. In Deutschland ist die Art selten und fehlt in Norddeutschland. 
In der Schweiz kommt die Schleiereule häufig vor, gebietsweise kann sie selten sein, an einem geeigneten Standort kommt sie dafür in Massen vor.

## Bedeutung
Die Schleiereule gilt als ein sehr guter Speisepilz, der in Frankreich und der Schweiz auch gehandelt wird. Da die Art leicht mit giftigen Schleierlingsverwandten verwechselt werden kann und Schwermetalle akkumuliert, wird vom Sammeln für Speisezwecke abgeraten. 
Die Art wurde von der Deutschen Gesellschaft für Mykologie zum Pilz des Jahres 2010 erklärt.

## Bedrohung
Die Schleiereule ist trotz gelegentlicher Massenvorkommen insgesamt selten und durch moderne Waldwirtschaft und den Rückgang naturnaher Wälder bedroht. Die Art sollte deshalb geschont werden.

## Forschung
In vitro-Experimente zeigen für Extrakte der Schleiereule eine antibakterielle Wirkung gegen Pseudomonas aeruginosa sowie Staphylococcus aureus.